# Eparchie ternopilská
Eparchie ternopilská je eparchie ukrajinské pravoslavné církve Moskevského patriarchátu.

## Území a titul biskupa
Zahrnuje správní hranice území Ternopilské oblasti.
Eparchiálnímu biskupovi náleží titul biskup ternopilský a kremenecký.

## Historie
Dne 28. října 1940 byl rozhodnutím locum tenens Sergije (Steagorodskému) zřízen Západní exarchát skládajícího se z volyňské, ternopilské, haličské, grodno-vilnské a poliské eparchie.
Dne 27. prosince 1988 byla Svatým synodem zřízena eparchie ternopilská. Byla oddělena z území lvovské eparchie.

## Seznam biskupů
- 1940–1941 Olexij (Hromadskyj)
- 1988–1989 Mark (Petrovcij)
- 1989–1991 Lazar (Švec)
- od 1991 Serhij (Hensickyj)